# Ryan Hansen

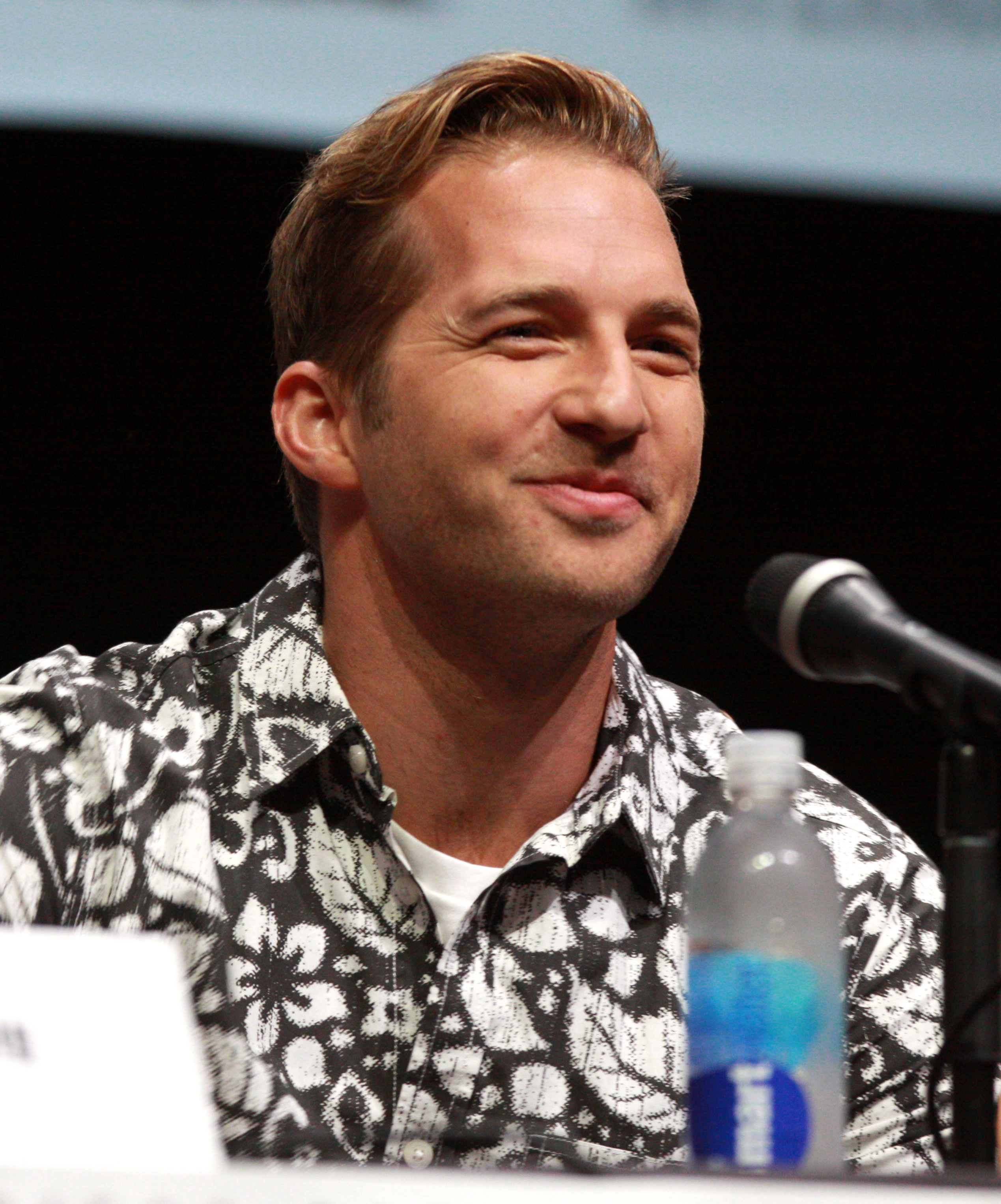
Hansen bei der Comic-Con 2013

Ryan Hansen (* 5. Juli 1981 in San Diego, Kalifornien) ist ein US-amerikanischer Schauspieler.

## Leben
Hansen ist der Sohn eines Pastors. Im Jahr 2004 sprach er für die Rolle des Duncan Kane in der Fernsehserie Veronica Mars vor, für die jedoch Teddy Dunn den Zuschlag erhielt. Daraufhin riet ihm der Erfinder der Serie, der Fernsehproduzent Rob Thomas, für die Rolle des Dick Casablancas vorzusprechen, die er dann auch erhielt.
Ryan Hansen lebt mit seiner Ehefrau Amy Russell in Los Angeles.
2017 übernahm er die Hauptrolle in der YouTube-Originals-Serie Ryan Hansen Solves Crimes On Television, in der er vorgibt, sich selbst zu spielen. 2019 folgte eine zweite Staffel.

## Filmografie (Auswahl)
- 2004: Like Family (Fernsehserie, 2 Folgen)
- 2004: Las Vegas (Fernsehserie, 2 Folgen)
- 2004–2007: Veronica Mars (Fernsehserie, 40 Folgen)
- 2005–2006: Raven blickt durch (Fernsehserie, 2 Folgen)
- 2005: Blutige Hochzeit (Death by Engagement)
- 2006: Liebe und Eis 2 (The Cutting Edge: Going for the Gold)
- 2007: Palo Alto, CA
- 2008: Sherman’s Way
- 2008: Superhero Movie
- 2009–2010, 2023: Party Down (26 Folgen)
- 2009: Housebroken – Daddy ist zurück (House Broken)
- 2009: Freitag der 13. (Friday the 13th)
- 2009: Gossip Girl (Fernsehserie, Folge 2x24)
- 2011: Bad Actress
- 2011: Friends with Benefits (Fernsehserie, 13 Folgen)
- 2012: Hit and Run
- 2012–2013: The League (Fernsehserie, 2 Folgen)
- 2012–2013, 2015: 2 Broke Girls (Fernsehserie, 11 Folgen)
- 2013: G.I. Joe – Die Abrechnung (G.I. Joe: Retaliation)
- 2014: Veronica Mars
- 2014: Play It Again, Dick (Webserie, 8 Folgen)
- 2014: Bad Teacher (Fernsehserie, 13 Folgen)
- 2014–2015: Bad Judge (Fernsehserie, 13 Folgen)
- 2015: Newsreaders (Fernsehserie, Folge 2x09)
- 2015: Resident Advisors (Fernsehserie, 7 Folgen)
- 2015: iZombie (Fernsehserie, Folge 1x05)
- 2016: Grandfathered (Fernsehserie, Folge 1x13)
- 2016: Central Intelligence
- 2016: XOXO
- 2016: Bad Santa 2
- 2017: CHiPs
- 2017–2019: Ryan Hansen Solves Crimes On Television (Webserie, 2 Staffeln mit je 8 Folgen)
- 2020: Fantasy Island
- 2020: Lady Business (Like a Boss)
- 2021: Good on Paper
- 2021–2022: A Million Little Things (Fernsehserie, 8 Folgen)
- 2022: Who Invited Them – Lass sie nicht rein (Who Invited Them)
- 2024: Night Court (Fernsehserie, 1 Folge)
- 2024: Nobody Wants This (Fernsehserie)